# Виєзжев Ростислав Іванович
Виєзжев Ростислав Іванович (5 жовтня 1903, Київ — 1965, Київ) — український археолог, дослідник та топограф. Досліджував давньоруські поселення і міста.

## Біографія
Народився у Києві. Закінчив Київський археологічний інститут у 1925 році.
З 1925 р. до 1927 р. служив в Червоній армії. З 1927 р. по 1942 р. працював у Геологічному управлінні України в Києві топографом, геодезистом.
Під час Другої світової війни у 1941—1942 рр. був офіцером будівельно-оборонних укріплень у Воронежі і Сталінграді.
З 1946 р. до 1965 р. працював у Інституті археології АН УРСР науковим співробітником та вченим секретарем. Досліджував давньоруські поселення і міста. Брав участь у багатьох археологічних експедиціях: 
- Райковецькій у 1946—1947 рр.;
- Тясминській у 1946 р.;
- Верхньо-Тетерівській в 1947, 1949 роках (начальник експедиції);
- Волинсько-Подільської (розкопки Колодяжина) у 1948 р.;
- Пороській у 1949 р. (начальник загону);
- Канівській (1948);
- Верхньобузькій (1950);
- Гаврилівській (1951);
- експедиції «Великий Київ» у 1948—1951 роках;
- Давньоруській (розкопка Городська Х-ХІІІ ст. У Житомирській області) у 1955—1958 рр. (начальник загону).

У 1953 році працював у Новгородській експедиції Інституту археології АН СРСР.

## Наукові публікації
Залишив 26 наукових публікацій, зокрема:
- Виєзжев Р. І. Археологічні пам’ятки нижньої течії р. Гнилоп’яті // Археологічні пам'ятки УРСР. — 1952. — Т. 3. — С. 197—206.
- Выезжев Р. И. Новые материалы из раскопок Леплявського могильника // КСИАУ. — 1954. — Вип. 3. — С. 33-36.
- Виєзжев Р. І. Розкопки курганів у Коростені та поблизу Овруча в 1911  // Археологія. — 1954. — Т. 9. — С. 145-153.
- Виєзжев Р. І. Розкопки в Каневі в 1949 р. // Археологічні пам'ятки УРСР. — 1955. — Т. 5. — С. 36–39.
- Виєзжев Р. І. Археологічні пам’ятки верхньої течії р. Гнилоп’ять та нижньої течії р. Гуйва // Археологічні пам'ятки УРСР. — 1955. — Т. 5. — С. 165–167.
- Выезжев Р. И. Колокола древнего Городска // КСИАУ. — 1960. — Вип. 9. — С. 104-107.
- Выезжев Р. И. Новые типы древнерусских светильников // КСИАУ. — 1961. — Вип. 11. — С. 89-90.
- Виєзжев Р. І. Будівлі «Малого городища» Х-ХІІІ ст. в с. Городську // Археологічні пам'ятки УРСР. — 1962. — Т. 12. — С. 131–154.